# 서울면북초등학교
서울면북초등학교는 대한민국 서울특별시 중랑구 망우동에 있는 초등학교다.

## 학교 연혁
- 1983년 7월 1일: 서울면북국민학교 설립인가
- 1983년 8월 3일: 초대 최선규교장 취임
- 1983년 9월 5일: 서울망우국민학교에서 1067명 인수, 20학급 편성
- 1983년 10월 26일: 개교
- 1991년 3월 1일: 학구조정 망우국교로 477명 이관, 면일국교에서 258명 인수
- 1991년 12월 31일: 학교경영 우수학교 표창
- 1996년 3월 1일: 24학급 편성 및 서울면북초등학교로 개명
- 1996년 12월 31일: 학교경영 우수학교 표창
- 2004년 12월 31일: 학교경영 우수학교(특별활동 부문) 표창
- 2005년 12월 31일: 학교경영 우수학교(인성교육 부문) 표창
- 2006년 2월 26일: 초빙교사제 학교 지정
- 2006년 12월 10일: 100대 교육과정 편성운영 우수학교 표창
- 2007년 2월 26일: '좋은학교 만들기 자원학교' 지정
- 2007년 9월 1일: 제 9대 이건호 교장 취임
- 2008년 12월 3일: 동부 칭찬메아리 365운동 최우수상 수상
- 2008년 12월 11일: 초등교육실행방안 학교경영 우수상 수상
- 2016년 3월 1일: 서울형 혁신학교 신규지정[2]
- 2023년 10월 26일: 개교 40주년

## 참고 자료
- 서울면북초등학교 - 한국교육학술정보원 학교알리미